# Masaki Saitō
Masaki Saitō (japanisch 齋藤 将基 Saitō Masaki; * 23. Juni 1980 in der Präfektur Saitama) ist ein ehemaliger japanischer Fußballspieler.

## Karriere
Seinen ersten Vertrag als Fußballer unterschrieb er 2001 bei Atlético Monte Azul. Danach spielte er bei Shizuoka FC. 2006 wechselte er zum Zweitligisten Tokyo Verdy. 2007 wurde er mit dem Verein Vizemeister der J2 League. Für den Verein absolvierte er 34 Ligaspiele. Danach spielte er bei Okinawa Kariyushi FC, SC Sagamihara und Zweigen Kanazawa.